# Martyrius d'Antioche
Martyrius d'Antioche est un évêque grec, patriarche d'Antioche de 459 à 470 ; chalcédonien, son patriarcat est dominé par le conflit avec les non chalcédoniens, à la suite du concile de Chalcédoine de 451.

## Biographie
En 471, Pierre le Foulon, prêtre myaphysiste de l'église Saint-Bassa à Chalcédoine, soutenu par le futur empereur Zénon, obtient son expulsion du siège d'Antioche et se fait élire à sa place. Martyrius se rendit à Constantinople où il fut soutenu par le patriarche Gennade : l'empereur Léon Ier ordonna la restauration de Martyrius. Mais le conflit à Antioche était tel que cette restauration n'eut pas lieu et qu'un troisième homme, Julien, chacédonien, fut élu patriarche,.
On attribue à Martyrius d'Antioche une Vie de Jean Chrysostome, qui est une oraison funèbre prononcée en mémoire de ce dernier ; composée vers 407, elle ne peut être de lui,,.